# Micromus canariensis
Micromus canariensis är en insektsart som beskrevs av Peter Esben-Petersen 1936. 
Micromus canariensis ingår i släktet Micromus och familjen florsländor. Inga underarter finns listade i Catalogue of Life.